# Zorak Jones
Zorak es un personaje animado creado originalmente por Alex Toth como Zorak en la serie animada Space Ghost (Fantasma del Espacio) en 1966, por Hanna-Barbera.

## Zorak en Adult Swim
El personaje de Zorak no es de autoría de ningún trabajador de [adult swim], ya que a menudo las personas se confunden creyendo que este personaje es un producto de este otro espacio de Cartoon Network. En realidad, dicho villano perteneció originalmente a Hanna-Barbera (Hoy Cartoon Network) y fue creado por Alex Toth en 1966. Don Messick es el responsable de la voz de Zorak en el Fantasma del Espacio de Hanna-Barbera.
En Cartoon Planet y en el Show de Brak, Zorak es el mejor amigo de Brak, le gusta la violencia y la sangre; él siempre abusa de menores golpeándolos, ya que hay algunos episodios donde es asesinado por  Mamá. Es el enemigo del Fantasma del Espacio y es odiado por  Papá. C. Martin Croker es el responsable de la voz de Zorak en el Fantasma del Espacio de Costa a Costa de Time Warner y William Street por Adult Swim.

## El término «Jones»
No hay una información concreta sobre el término del apellido Jones. Se dice que Zorak se hizo amigo de un chico llamado Orak Jones, del cual Zorak nos cuenta fue buen amigo desde Cartoon Planet. Orak fue un virtuoso músico de blues, artista visual y físico culturista quien Zorak le tenía mucha envidia por su talento en la música y su fama en el mundo lácteo. Mientras que Orak Jones se retira de su vida famosa por sus talentos, haciéndose cirugías plásticas para tener un rostro diferente y así ya no ser reconocido por nadie, entonces Orak le pide de favor a Zorak para que este finja que Orak fuese sometido a una abducción alienígena. Conforme pasaba el tiempo Zorak terminó encarcelado en una especie de Prisión de Alcatraz del Fantasma del Espacio junto a Moltar en donde desde ese entonces Zorak aprendió a tocar el teclado y adoptó el apellido artístico de su amigo lejano Orak, llamándose este como Zorak Jones.